# Discografia dei Black Eyed Peas
La seguente è la discografia dei Black Eyed Peas, gruppo musicale statunitense fondato a Los Angeles nel 1995 e formato da will.i.am, apl.de.ap e Taboo.

## Album in studio
| Anno                                                                          | Titolo | Classifiche | Classifiche | Classifiche | Classifiche | Classifiche | Classifiche | Classifiche | Classifiche | Classifiche | Classifiche | Certificazioni |
| Anno                                                                          | Titolo | USA         | AUS         | AUT         | CAN         | FRA         | GER         | NLD         | NZL         | SWI         | UK          | Certificazioni |
| ----------------------------------------------------------------------------- | --- | ----------- | ----------- | ----------- | ----------- | ----------- | ----------- | ----------- | ----------- | ----------- | ----------- | --- |
| 1998                                                                          | Behind the Front - Pubblicato: 30 giugno 1998 - Etichetta: Interscope - Formati: CD, LP, download digitale                  | 129         | —           | —           | —           | 149         | —           | —           | —           | —           | —           | |
| 2000                                                                          | Bridging the Gap - Pubblicato: 26 settembre 2000 - Etichetta: Interscope - Formati: CD, LP, download digitale               | 67          | 37          | —           | —           | —           | 82          | —           | 18          | —           | —           | |
| 2003                                                                          | Elephunk - Pubblicato: 24 giugno 2003 - Etichetta: Interscope - Formati: CD, LP, download digitale                          | 14          | 1           | 3           | 2           | 2           | 6           | 5           | 2           | 1           | 3           | - AUS: Platino (4) - BRA: Oro - CAN: Platino (7) - EUR: Platino (3) - FRA: Platino - GER: Platino - ITA: Oro - SPA: Platino - SWI: Platino - UK: Platino (5) - USA: Platino (4)                  |
| 2005                                                                          | Monkey Business - Pubblicato: 27 maggio 2005 - Etichetta: Interscope - Formati: CD, LP, download digitale                   | 2           | 1           | 2           | 1           | 1           | 1           | 3           | 1           | 1           | 4           | - AUS: Platino (6) - BRA: Oro - CAN: Platino (6) - EUR: Platino (2) - FRA: Platino (2) - GER: Platino - ITA: Oro - SPA: Platino - SWI: Platino (2) - UK: Platino (3) - USA: Platino (5)          |
| 2009                                                                          | The E.N.D. - Pubblicato: 9 giugno 2009 - Etichetta: Interscope - Formati: CD, LP, download digitale                         | 1           | 1           | 5           | 1           | 1           | 2           | 8           | 1           | 3           | 3           | - AUS: Platino (4) - BRA: Platino - CAN: Platino (3) - EUR: Platino (3) - FRA: Diamante - GER: Platino (2) - ITA: Platino (2) - SPA: Oro - SWI: Platino (2) - UK: Platino (5) - USA: Platino (6) |
| 2010                                                                          | The Beginning - Pubblicato: 26 novembre 2010 - Etichetta: Interscope - Formati: CD, LP, download digitale                   | 6           | 8           | 7           | 2           | 1           | 2           | 34          | 12          | 4           | 9           | - AUS: Platino - BRA: Platino - FRA: Diamante - GER: Oro - ITA: Oro - SWI: Platino - USA: Platino                                                                                                |
| 2018                                                                          | Masters of the Sun Vol. 1 - Pubblicato: 26 ottobre 2018 - Etichetta: Interscope - Formati: CD, download digitale, streaming | —           | —           | —           | —           | 112         | —           | —           | —           | 55          | —           | |
| 2020                                                                          | Translation - Pubblicato: 19 giugno 2020 - Etichetta: Epic - Formati: CD, LP, download digitale, streaming                  | 52          | —           | 45          | 8           | 13          | 57          | 18          | —           | 11          | —           | - FRA: Platino - ITA: Platino |
| 2022                                                                          | Elevation - Pubblicato: 11 novembre 2022 - Etichetta: Interscope - Formati: CD, download digitale, streaming                | —           | —           | —           | —           | —           | —           | —           | —           | —           | —           | - ITA: Oro |
| "—" indica una pubblicazione non classificata o non pubblicata in quel Paese. | |             |             |             |             |             |             |             |             |             |             | |

## Extended play
| Anno | Titolo |
| ---- | --- |
| 2006 | Renegotiations: The Remixes - Pubblicato: 28 marzo 2006 - Etichetta: Interscope - Formati: CD, download digitale |
| 2011 | Aéropostale Exclusive EP - Pubblicato: 2 aprile 2011 - Etichetta: Interscope - Formati: CD                       |

## Singoli

### Come artisti principali
| Anno                                                                          | Titolo                                          | Classifiche | Classifiche | Classifiche | Classifiche | Classifiche | Classifiche | Classifiche | Classifiche | Classifiche | Classifiche | Classifiche | Certificazioni | Album di provenienza                     |
| Anno                                                                          | Titolo                                          | USA         | AUS         | AUT         | CAN         | FRA         | GER         | IRL         | ITA         | NLD         | SWI         | UK          | Certificazioni | Album di provenienza                     |
| ----------------------------------------------------------------------------- | ----------------------------------------------- | ----------- | ----------- | ----------- | ----------- | ----------- | ----------- | ----------- | ----------- | ----------- | ----------- | ----------- | --- | ---------------------------------------- |
| 1998                                                                          | Joints & Jam                                    | —           | —           | —           | —           | —           | —           | —           | —           | —           | —           | 53          | | Behind the Front                         |
| 1999                                                                          | Karma                                           | —           | —           | —           | —           | —           | —           | —           | —           | —           | —           | —           | | Behind the Front                         |
| 2000                                                                          | BEP Empire/Get Original                         | —           | —           | —           | —           | —           | —           | —           | —           | —           | —           | —           | | Bridging the Gap                         |
| 2000                                                                          | Weekends (feat. Esthero)                        | —           | 94          | —           | —           | —           | 100         | —           | —           | —           | —           | —           | | Bridging the Gap                         |
| 2001                                                                          | Request + Line (feat. Macy Gray)                | 63          | 21          | —           | —           | —           | 85          | 45          | —           | —           | —           | 31          | | Bridging the Gap                         |
| 2003                                                                          | Where Is the Love? (feat. Justin Timberlake)    | 8           | 1           | 1           | 1           | 16          | 1           | 1           | 3           | 1           | 1           | 1           | - AUS: Platino (4) - GER: Platino (5) - ITA: Platino (2) - UK: Platino (4) - USA: Platino (5)                                                                                                  | Elephunk                                 |
| 2003                                                                          | Shut Up                                         | —           | 1           | 1           | 1           | 1           | 1           | 1           | 1           | 2           | 1           | 2           | - AUS: Platino (2) - FRA: Oro - GER: Platino - SWI: Platino - UK: Platino - USA: Oro | Elephunk                                 |
| 2004                                                                          | Hey Mama                                        | 23          | 4           | 4           | 9           | 18          | 5           | 5           | 8           | 5           | 3           | 6           | - AUS: Oro - UK: Argento - USA: Platino | Elephunk                                 |
| 2004                                                                          | Let's Get It Started                            | 21          | 2           | 18          | 2           | 7           | 18          | 11          | 12          | 11          | 13          | 11          | - AUS: Platino - BRA: Oro - GER: Oro - ITA: Oro - UK: Oro - USA: Platino (4) | Elephunk                                 |
| 2005                                                                          | Don't Phunk with My Heart                       | 3           | 1           | 5           | 1           | 7           | 8           | 4           | 4           | 2           | 3           | 3           | - AUS: Platino - USA: Platino (2) | Monkey Business                          |
| 2005                                                                          | Don't Lie                                       | 14          | 6           | 6           | 16          | 7           | 12          | 11          | 8           | 4           | 11          | 6           | - AUS: Oro - BRA: Oro - UK: Argento | Monkey Business                          |
| 2005                                                                          | My Humps                                        | 3           | 1           | 4           | 1           | 11          | 4           | 1           | 9           | 4           | 3           | 3           | - AUS: Platino - BRA: Platino - GER: Oro - UK: Platino - USA: Platino (5) | Monkey Business                          |
| 2006                                                                          | Pump It                                         | 18          | 6           | 14          | 18          | 13          | 19          | 3           | 5           | 15          | 8           | 3           | - AUS: Oro - BRA: Platino (2) - GER: Oro - ITA: Platino - UK: Platino (2) - USA: Platino (4)                                                                                                   | Monkey Business                          |
| 2009                                                                          | Boom Boom Pow                                   | 1           | 1           | 3           | 1           | 4           | 3           | 3           | 11          | 10          | 4           | 1           | - AUS: Platino (4) - BRA: Diamante - CAN: Platino (8) - GER: Oro - ITA: Oro - SPA: Oro - SWI: Platino - UK: Platino - USA: Diamante                                                            | The E.N.D.                               |
| 2009                                                                          | I Gotta Feeling                                 | 1           | 1           | 1           | 1           | 2           | 3           | 1           | 1           | 1           | 1           | 1           | - AUS: Platino (13) - BRA: Diamante - CAN: Diamante - GER: Platino (3) - ITA: Platino (3) - SPA: Platino (3) - SWI: Platino (2) - UK: Platino (4) - USA: Platino (15)                          | The E.N.D.                               |
| 2009                                                                          | Meet Me Halfway                                 | 7           | 1           | 4           | 5           | 3           | 1           | 2           | 2           | 3           | 3           | 1           | - AUS: Platino (3) - BRA: Platino (2) - CAN: Platino (2) - FRA: Platino - GER: Platino - ITA: Platino - SPA: Platino - SWI: Oro - UK: Platino (3) - USA: Platino (5)                           | The E.N.D.                               |
| 2009                                                                          | Imma Be                                         | 1           | 7           | —           | 5           | —           | 49          | —           | —           | —           | —           | 55          | - AUS: Platino - BRA: Oro - CAN: Platino - UK: Argento - USA: Platino (6) | The E.N.D.                               |
| 2010                                                                          | Rock That Body                                  | 9           | 8           | 5           | 41          | 7           | 14          | 9           | —           | 38          | 11          | 11          | - AUS: Platino - BRA: Oro - CAN: Oro - ITA: Oro - UK: Oro | The E.N.D.                               |
| 2010                                                                          | Missing You                                     | —           | —           | —           | —           | —           | —           | —           | —           | —           | —           | —           | | The E.N.D.                               |
| 2010                                                                          | The Time (Dirty Bit)                            | 4           | 1           | 1           | 1           | 2           | 1           | 2           | 1           | 2           | 1           | 1           | - AUS: Platino (3) - BRA: Diamante (2) - FRA: Platino - GER: Oro (3) - ITA: Platino - SPA: Platino - SWI: Platino (2) - UK: Platino                                                            | The Beginning                            |
| 2011                                                                          | Just Can't Get Enough                           | 3           | 3           | 6           | 6           | 1           | 9           | 15          | 5           | 17          | 6           | 3           | - AUS: Platino (3) - BRA: Diamante - FRA: Oro - GER: Oro - ITA: Platino - SWI: Platino - UK: Platino                                                                                           | The Beginning                            |
| 2011                                                                          | Don't Stop the Party                            | —           | 16          | 63          | —           | 3           | —           | 10          | —           | 93          | 34          | 17          | - AUS: Platino - ITA: Oro - SWI: Oro - UK: Argento | The Beginning                            |
| 2018                                                                          | Street Livin'                                   | —           | —           | —           | —           | —           | —           | —           | —           | —           | —           | —           | | /                                        |
| 2018                                                                          | Ring the Alarm Pt. 1, Pt. 2, Pt. 3              | —           | —           | —           | —           | —           | —           | —           | —           | —           | —           | —           | | Masters of the Sun Vol. 1                |
| 2018                                                                          | Get It                                          | —           | —           | —           | —           | —           | —           | —           | —           | —           | —           | —           | | /                                        |
| 2018                                                                          | Constant Pt. 1 Pt. 2 (feat. Slick Rick)         | —           | —           | —           | —           | —           | —           | —           | —           | —           | —           | —           | | Masters of the Sun Vol. 1                |
| 2018                                                                          | Big Love                                        | —           | —           | —           | —           | —           | —           | —           | —           | —           | —           | —           | | Masters of the Sun Vol. 1                |
| 2018                                                                          | Dopeness (feat. CL)                             | —           | —           | —           | —           | —           | —           | —           | —           | —           | —           | —           | | Masters of the Sun Vol. 1                |
| 2019                                                                          | Be Nice (feat. Snoop Dogg)                      | —           | —           | —           | —           | —           | —           | —           | —           | —           | —           | —           | | /                                        |
| 2019                                                                          | Mami (con i Piso 21)                            | —           | —           | —           | —           | —           | —           | —           | —           | —           | —           | —           | | /                                        |
| 2019                                                                          | Explosion (feat. Snoop Dogg)                    | —           | —           | —           | —           | —           | —           | —           | —           | —           | —           | —           | | /                                        |
| 2019                                                                          | Ritmo (Bad Boys for Life) (con J Balvin)        | 26          | 100         | 67          | 31          | 10          | 24          | 53          | 3           | 72          | 6           | —           | - AUS: Oro - CAN: Platino (3) - FRA: Diamante - GER: Oro - ITA: Platino (2) - MEX: Diamante + Platino (4) - SPA: Platino (4) - SWI: Platino - UK: Argento - UK: Platino (2) - USA: Platino (2) | Bad Boys for Life Soundtrack Translation |
| 2020                                                                          | Mamacita (con Ozuna e J. Rey Soul)              | 62          | —           | 47          | 23          | 7           | 31          | —           | 2           | 8           | 7           | —           | - CAN: Platino (2) - FRA: Diamante - GER: Oro - ITA: Platino (3) - MEX: Platino (2) + Oro - SPA: Platino - SWI: Platino - USA: Platino                                                         | Translation                              |
| 2020                                                                          | No mañana (con El Alfa)                         | —           | —           | —           | —           | —           | —           | —           | —           | —           | —           | —           | | Translation                              |
| 2020                                                                          | Feel the Beat (con Maluma)                      | —           | —           | —           | —           | —           | —           | —           | —           | —           | 74          | —           | | Translation                              |
| 2020                                                                          | Vida loca (con Nicky Jam e Tyga)                | —           | —           | —           | —           | 68          | —           | —           | 98          | 42          | —           | —           | - FRA: Oro | Translation                              |
| 2020                                                                          | Girl like Me (con Shakira)                      | 67          | —           | —           | 59          | 2           | —           | 83          | —           | 32          | 28          | —           | - BRA: Diamante - FRA: Diamante - ITA: Platino - MEX: Platino (4) - SPA: Platino - SWI: Oro - USA: Platino                                                                                     | Translation                              |
| 2021                                                                          | Hit It (feat. Saweetie e Lele Pons)             | —           | —           | —           | —           | —           | —           | —           | —           | —           | —           | —           | | /                                        |
| 2022                                                                          | El teke teke (con Carlos Vives e Play-N-Skillz) | —           | —           | —           | —           | —           | —           | —           | —           | —           | —           | —           | | /                                        |
| 2022                                                                          | Don't You Worry (con Shakira e David Guetta)    | —           | —           | 6           | 57          | 14          | 43          | —           | 15          | 39          | 51          | —           | - BRA: Platino (2) - CAN: Oro - FRA: Diamante - ITA: Platino (2) - SPA: Platino - SWI: Oro | Elevation                                |
| 2022                                                                          | Simply the Best (con Anitta ed El Alfa)         | —           | —           | —           | —           | —           | —           | —           | 100         | —           | —           | —           | - ITA: Oro | Elevation                                |
| 2023                                                                          | Bailar contigo (con Daddy Yankee)               | —           | —           | —           | —           | 37          | —           | —           | 53          | —           | —           | —           | - FRA: Platino - ITA: Platino | Elevation                                |
| 2023                                                                          | Guarantee (feat. J. Rey Soul)                   | —           | —           | —           | —           | —           | —           | —           | —           | —           | —           | —           | | Elevation                                |
| 2024                                                                          | Tonight (con El Alfa feat. Becky G)             | —           | —           | —           | —           | —           | —           | —           | —           | —           | —           | —           | | Bad Boys: Ride or Die (The Soundtrack)   |
| "—" indica una pubblicazione non classificata o non pubblicata in quel Paese. |                                                 |             |             |             |             |             |             |             |             |             |             |             | |                                          |

### Come artisti ospiti
| Anno | Titolo                           | Classifiche | Classifiche | Classifiche | Classifiche | Classifiche | Certificazioni        | Album di provenienza |
| Anno | Titolo                           | AUT         | IRL         | NLD         | SWI         | UK          | Certificazioni        | Album di provenienza |
| ---- | -------------------------------- | ----------- | ----------- | ----------- | ----------- | ----------- | --------------------- | -------------------- |
| 2006 | Mas que nada (con Sérgio Mendes) | 8           | 14          | 1           | 4           | 6           | - GER: Oro - ITA: Oro | Timeless             |

## Altri brani entrati in classifica
| Anno | Titolo   | Classifiche | Classifiche | Classifiche | Album di provenienza |
| Anno | Titolo   | AUS         | CAN         | UK          | Album di provenienza |
| ---- | -------- | ----------- | ----------- | ----------- | -------------------- |
| 2009 | Alive    | —           | 62          | 88          | The E.N.D.           |
| 2010 | Showdown | 66          | —           | —           | The E.N.D.           |

## Videografia

### Album video
| Anno | Titolo |
| ---- | --- |
| 2004 | Behind the Bridge to Elephunk - Pubblicato: 31 maggio 2004 - Etichetta: Interscope Records - Formati: DVD |
| 2006 | Live from Sydney to Vegas - Pubblicato: 4 dicembre 2006 - Etichetta: A&M Records - Formati: DVD           |

### Video musicali
| Anno | Titolo                             | Regista/i                              |
| ---- | ---------------------------------- | -------------------------------------- |
| 1998 | Head Bobs                          | Brian Beletic                          |
| 1998 | Fallin' Up                         | Brian Beletic                          |
| 1998 | Joints & Jams                      | Brian Beletic                          |
| 1998 | Karma                              | Brian Beletic                          |
| 1999 | What It Is                         | Brian Beletic                          |
| 2000 | BEP Empire                         | Brian Beletic                          |
| 2000 | Weekends                           | Brian Beletic                          |
| 2001 | Request + Line                     | Joseph Kahn                            |
| 2001 | Get Original                       | Anthony Mandler                        |
| 2003 | Where Is the Love?                 | will.i.am                              |
| 2003 | Shut Up                            | The Malloys                            |
| 2004 | Hey Mama                           | Rainbows & Vampires e Fatima Robinson  |
| 2004 | Let's Get It Started               | Francis Lawrence                       |
| 2004 | The Apl Song                       | Patricio Ginelsa                       |
| 2004 | The Boogie That Be                 | Patricio Ginelsa                       |
| 2005 | Don't Phunk with My Heart          | The Malloys                            |
| 2005 | Don't Lie                          | The Saline Project                     |
| 2005 | My Humps                           | Fatima Robinson e Malik Sayeed         |
| 2005 | Like That                          | Syndrome e Nabil Elderkin              |
| 2006 | Pump It                            | Francis Lawrence                       |
| 2006 | Bebot                              | Patricio Ginelsa                       |
| 2006 | Union                              | Patricio Ginelsa                       |
| 2006 | Mas que mada                       | Syndrome e Nabil Elderkin              |
| 2009 | Boom Boom Pow                      | Mat Cullen e Mark Kudsi                |
| 2009 | I Gotta Feeling                    | Ben Mor                                |
| 2009 | Meet Me Halfway                    | Ben Mor                                |
| 2010 | Imma Be Rocking That Body          | Rich Lee                               |
| 2010 | XOXOXO                             | Pasha Shapiro e Ernst Weber            |
| 2011 | The Time (Dirty Bit)               | Rich Lee, Pasha Shapiro e Ernst Weber  |
| 2011 | Just Can't Get Enough              | Ben Mor                                |
| 2011 | Don't Stop the Party               | Ben Mor                                |
| 2015 | Yesterday                          | Pasha Shapiro e Alissa Torvinen        |
| 2016 | #WHERESTHELOVE?                    | Michael Jurkovac                       |
| 2018 | Street Livin'                      | Pasha Shapiro                          |
| 2018 | Ring the Alarm Pt. 1, Pt. 2, Pt. 3 | Mazik Self                             |
| 2018 | Get It                             | Ben Mor                                |
| 2018 | Constant Pt. 1 Pt. 2               | will.i.am e Ernst Weber                |
| 2018 | Big Love                           | will.i.am                              |
| 2018 | Dopeness                           | Ben Mor                                |
| 2018 | Yes or No                          | Shadae Lamar Smith                     |
| 2018 | New Wave                           | Shadae Lamar Smith                     |
| 2018 | Back 2 Hiphop                      | Shadae Lamar Smith                     |
| 2019 | Vibrations Pt. 1 Pt. 2             |                                        |
| 2019 | 4Ever                              | Kevin "noMSG" Chao                     |
| 2019 | Get Ready                          | Kevin "noMSG" Chao                     |
| 2019 | Be Nice                            | Kevin "noMSG" Chao                     |
| 2019 | Explosion                          | will.i.am, Pasha Shapiro e Ernst Weber |
| 2019 | Ritmo (Bad Boys for Life)          | Colin Tilley                           |
| 2019 | Ritmo (Bad Boys for Life) (Remix)  | Colin Tilley                           |
| 2020 | Mamacita                           | Director X                             |
| 2020 | No mañana                          | will.i.am e Sterling Hampton           |
| 2020 | Feel the Beat                      | Ben Mor                                |
| 2020 | Action                             | will.i.am, Pasha Shapiro e Ernst Weber |
| 2020 | Vida loca                          | Ben Mor                                |
| 2020 | Shake Ya Boom Boom                 | Kevin "noMSG" Chao                     |
| 2020 | The Love                           | will.i.am e Sterling Hampton           |
| 2020 | Girl like Me                       | Rich Lee                               |
| 2021 | Hit It                             | will.i.am                              |
| 2022 | El teke teke                       | Marlon P                               |
| 2022 | Don't You Worry                    | Julien Christian Lutz                  |
| 2022 | Don't You Worry (Farruko Remix)    | Director X                             |
| 2022 | Simply the Best                    |                                        |
| 2022 | Double D'Z                         |                                        |
| 2023 | Bailar contigo                     | Kevin "noMSG" Chao                     |